# Пшемысл II
Пшемысл II или Пшемыслав II (пол. Przemysł(aw) II, лат. Primislaus, 14 октября 1257, Познань — 8 февраля 1296, Рогозьно, Великопольское воеводство) — князь Познанский в 1273—1279 годах, князь Великьский с 1279 года, князь Померелии (Восточного Поморья) с 1294 год, князь-принцепс Польши в 1290—1291 годах и король Польши с 1295 года.

## Биография

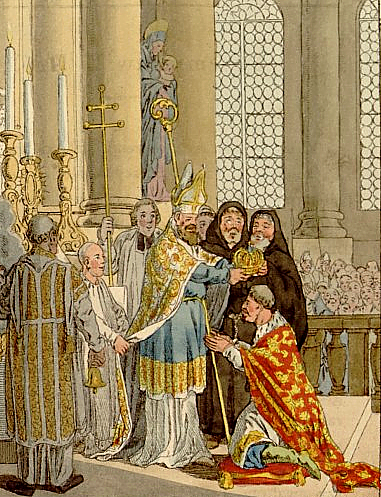
Коронация Пшемысла II в 1295 году

Единственный сын Пшемысла I, князя Познанского, Гнезненский и Калишского и Елизаветы Вроцлавской, дочери князя-принцепса Польши Генриха II Набожного. Последний представитель великопольской линии Пястов.
Пшемысл II родился 14 октября 1257 года, уже после смерти отца. Опеку над юным княжичем взял его дядя князь Болеслав Набожный. Существует очень мало информации об образовании, полученном Пшемыслом. Предполагается (хотя и без каких-либо прямых доказательств), что он обладал некоторыми знаниями, по крайней мере, латыни в устной и письменной форме. Дядя постепенно привлекал его к государственным делам. В 1272 году шестнадцатилетний Пшемысл был назначен формальным командующим армией во время военной экспедиции против маркграфства Бранденбург. Этот поход, подробно описанный в «Великопольской хронике», имел успех, были отвоеваны города Дрезденко и Стшельце.
Вскоре после этой экспедиции выросший Пшемысл начал претендовать на свое собственное отдельное владение. Болеслав Набожный согласился на это и выделил племяннику Познанское княжество. Чтобы связать Пшемысла своей политикой, Болеслав организовал брак племянника с Лудгардой, дочерью Генриха I Пилигрима, князя Мекленбургского. Кроме того, Лудгарда была внучкой герцога Померании Барнима I, и благодаря этому браку союз с Западной Померанией был укреплен. Будучи познанским князем, он поддерживал князя Владислава Опольского в борьбе против Болеслава Лысого. Пшемысл участвовал в Столецкой битве 1277 года.
В апреле 1279 года в Калише скончался князь Болеслав Набожный, не оставивший наследников мужского пола. Он завещал Пшемыслу все свои владения, а также заботу о супруге и двух несовершеннолетних дочерях. Так в руках Пшемысла оказалась вся Великая Польша, вновь объединенная в единое княжество. В 1281 году Пшемысл прибыл в Сандовель на съезд силезских князей, организованный Генрихом Пробусом. Тот неожиданно объявил гостей — Пшемысла, Генриха Глогувского и Генриха Легницкого — своими пленниками и потребовал выкуп. Менее чем через месяц Пшемысл получил свободу в обмен на уступку стратегически важной Велюньской земли. В декабре 1283 года в возрасте 22 или 23 лет скоропостижно скончалась первая жена Пшемысла, Лудгарда Мекленбургская. Отношения между супругами были не самыми лучшими, возможно, вследствие бесплодия Лудгарды, а потому сплетники обвиняли в её смерти мужа. Не очень долго пробыв в трауре, Пшемысл вторично женился на шведской принцессе Рыксе.
В феврале 1284 года на съезде в Серадзе Пшемысл заключил союз с краковским князем Лешеком Черным. Позже он выступал посредником в переговорах самого Лешека с немецкими крестоносцами. Осенью того же года вспыхнуло восстание в Калише, жители которого решили передаться князю Генриху Пробусу Вроцлавскому. Пшемысл отстоял Калиш, но был вынужден отдать Генриху недавно построенный замок Олобок. Летом 1287 года группа великопольских рыцарей, якобы без ведома Пшемысла, захватила Олобок. Но если учесть, что в это же время Генрих Вроцлавский вернул Пшемыслу Велюнь, можно предположить, что все это было платой за поддержку претензий Генриха на краковский стол. 23 ноября 1287 года на съезде в Слупске Пшемысл, Мсцивой II Померельский и Богуслав IV Померанский заключили союз, направленный против Бранденбургской марки. Богуслав также был включен в соглашение о наследовании, заключенное между Пшемыслом и Мсцивоем в 1282 году в Кемпно на случай отсутствия наследников у них обоих. Этот союз был подтвержден на съезде в Накло в 1291 г. В том же 1287 году состоялся большой съезд Пястов, в котором участвовали Пшемысл, Генрих Вроцлавский, Генрих Глогувский и Лешек Черный. Долгое время считалось, что на съезде был заключен договор о взаимном наследовании владений, но более поздние исследования опровергли это предположение, хотя какие-то более частные соглашения (например между Пшемыслом и Генрихом Вроцлавским) вполне могли быть.

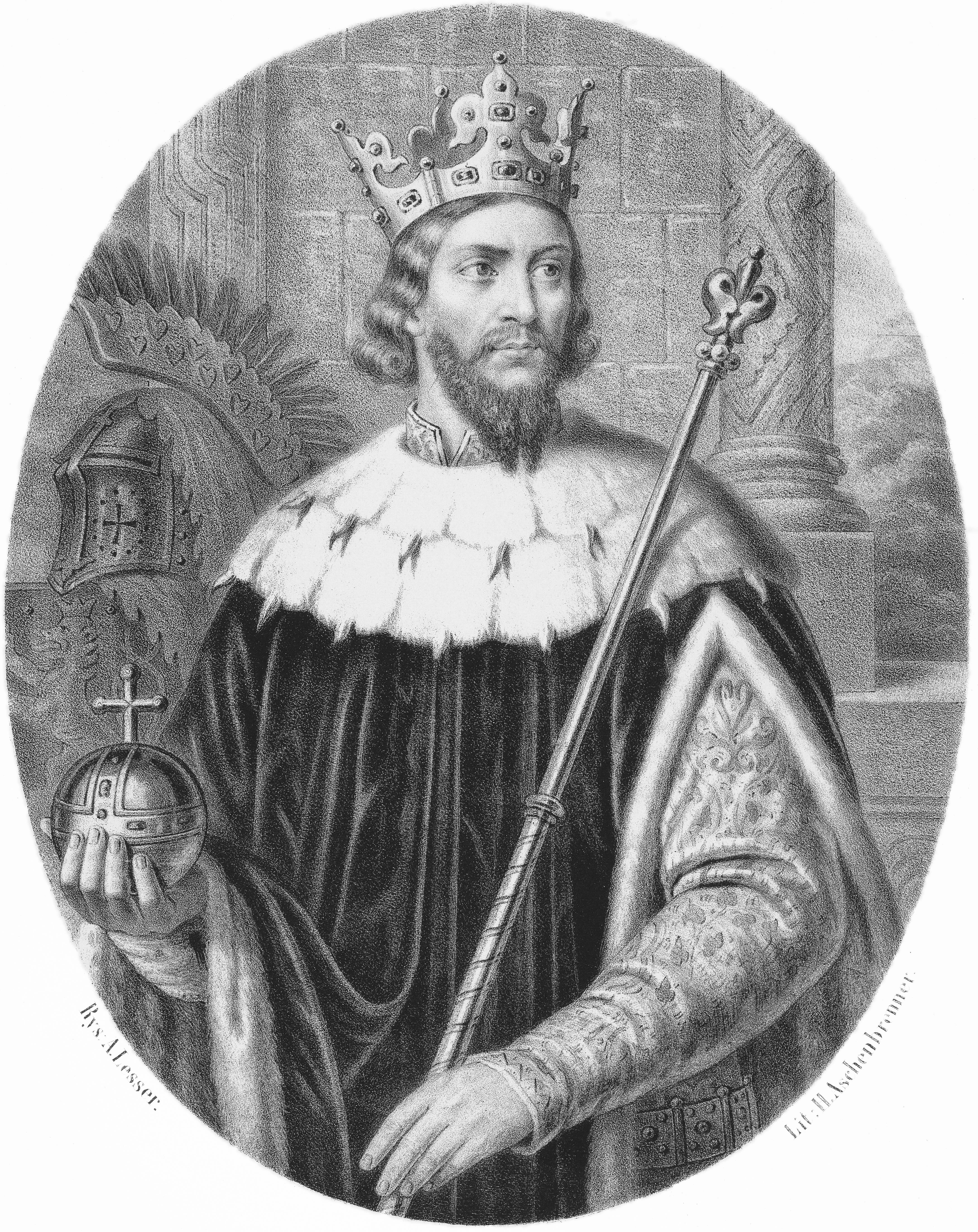
Соперник Пшемысла II за польский трон — король Богемии Вацлав II

30 сентября 1288 года умер бездетный князь-принцепс Польши Лешек Черный, после чего между Пястами вновь разгорелась борьба за трон. Несмотря на то, что большие шансы на его получение были на стороне куявско-мазовецких князей, горожане Кракова остановили свой выбор на Генрихе Вроцлавском. Пшемысл неожиданно порвал договоренности с Генрихом и присоединился к куявско-мазовецкой коалиции. В результате короткой войны Краковом овладел Генрих Пробус, но вскоре он скончался, завещав трон Пшемыслу.
Пшемысл стал князем-принцепсом в конце мая — начале июня 1290 года, но под его властью находился фактически лишь Краков и его окрестности. Да и там он пробыл недолго. Осенью того же года Пшемысл покинул Краков, захватив с собой регалии Болеслава Смелого, хранившиеся в Вавеле. Вероятно уже тогда он начал подготовку к королевской коронации. В это же время претензии на Краков выдвинул король Чехии Вацлав II. Понимая, что тягаться с Пржемысловичами в военной мощи бесполезно, Пшемысл предпочел отказаться от Малой Польши, сосредоточившись на получении королевской короны. В 1293 году Пшемысл Второй породнился с Асканиями, женившись на дочери правителя Бранденбурга Альбрехта III.
25 декабря 1294 года умер Мсцивой II Померельский, и Пшемысл, согласно ранее достигнутым договоренностям, унаследовал его владения в Восточном Поморье, сделав большой шаг вперед для объединения Польши и значительно укрепив свой авторитет среди Пястов.

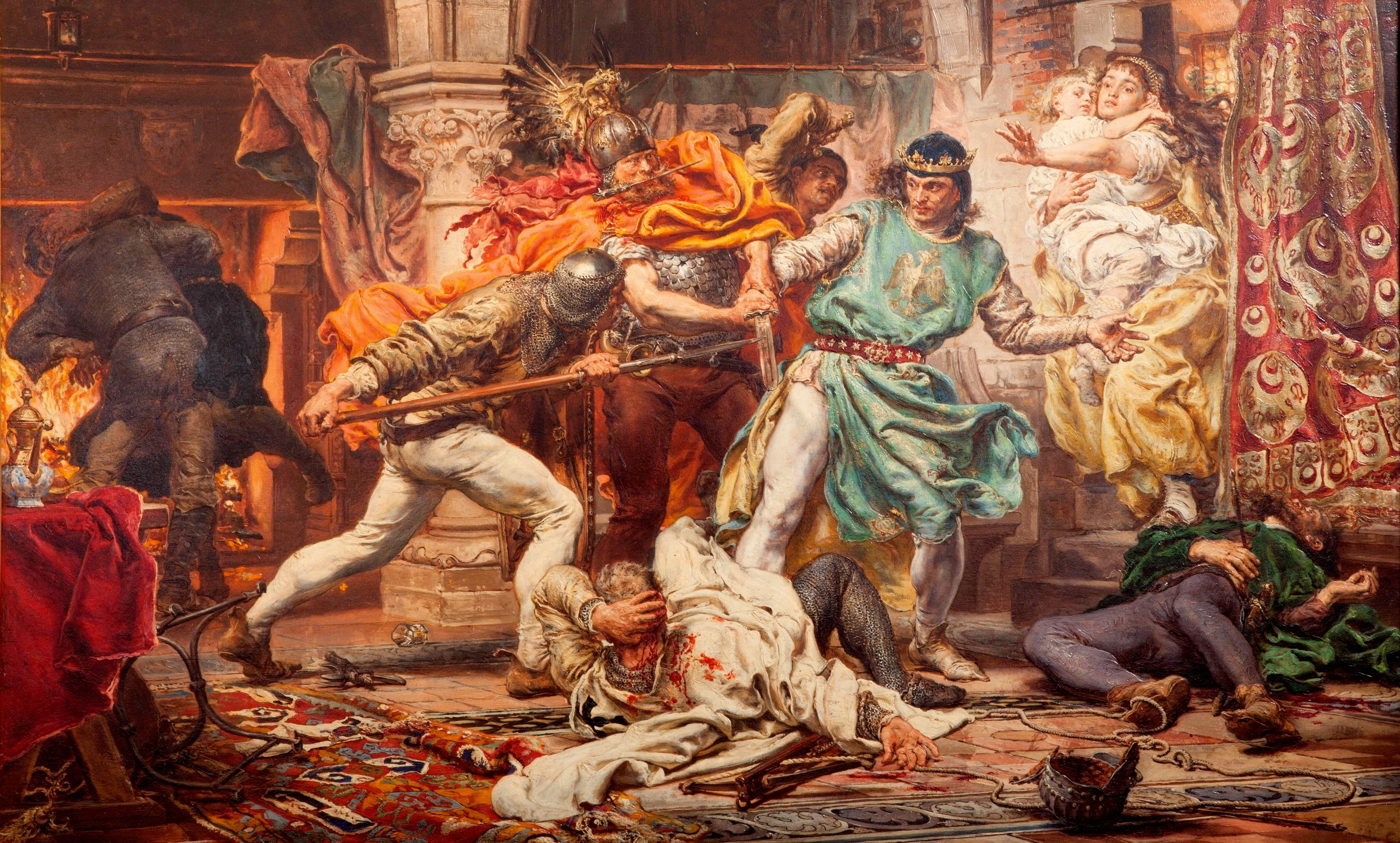
Смерть Пшемысла II. Худ. Ян Матейко (1875)

26 июня 1295 года в Гнезненском соборе в присутствии нескольких епископов состоялась церемония коронация Пшемысла королевской короной. Точно неизвестно, имелось ли согласие папы римского на коронацию, но все современники считали её легитимной. Даже в чешских хрониках Пшемысл именовался «королём Калиша», несмотря на протесты, посланные Вацлавом II в папскую курию. Между тем спорным остается вопрос, насколько корректно именовать Пшемысла «королём Польши», поскольку в его руках находилась только Великая Польша и часть Поморья.

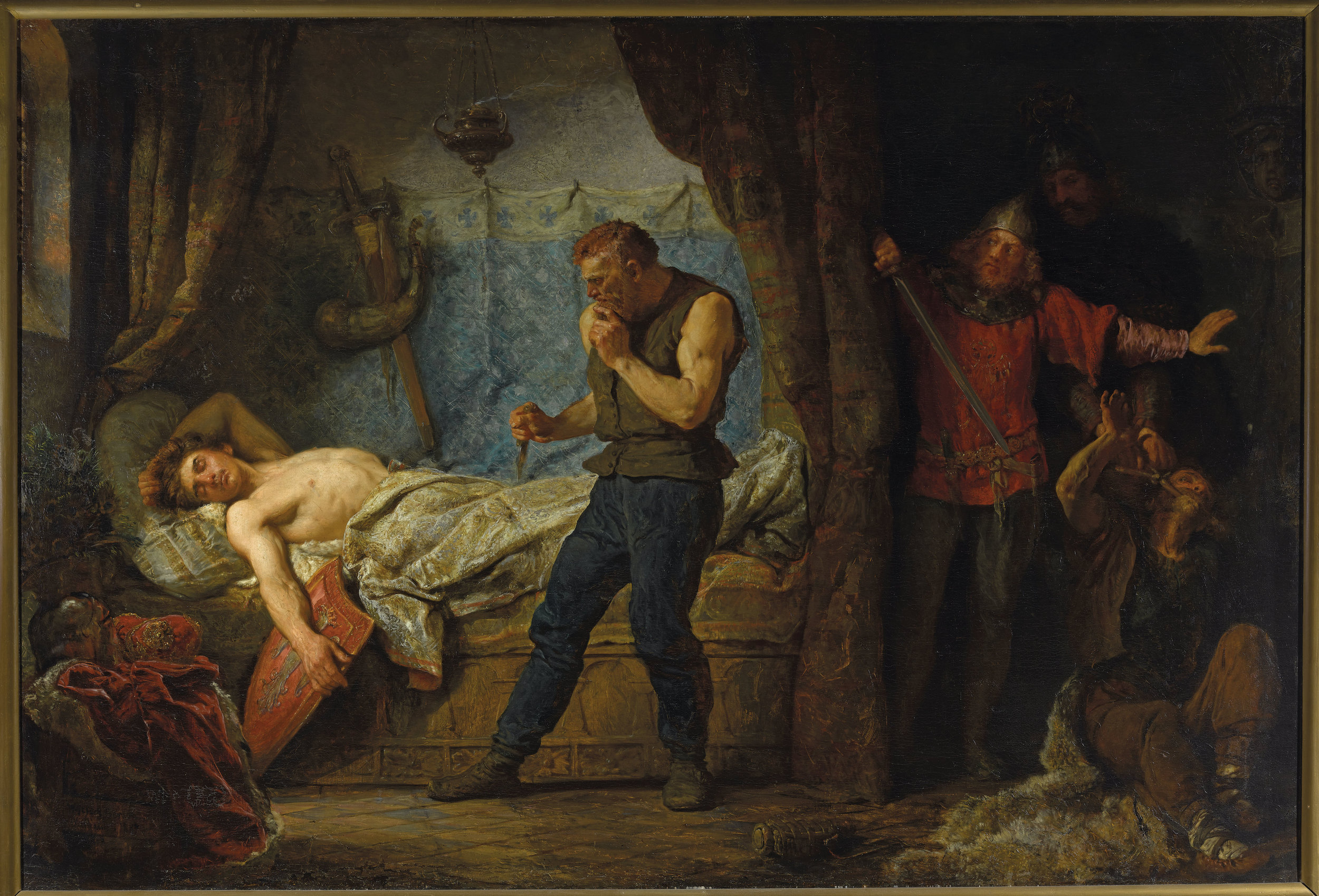
Смерть Пшемысла II. Худ. Войцех Герсон (1881)

Впрочем, наслаждался титулом Пшемысл недолго. Зиму 1295/1296 года он проводил у западных границ своих владений. Рано утром 8 февраля 1296 года на дороге близ Рогозьно на отряд короля напали неизвестные. Воспользовавшись тем, что охрана крепко спала, им удалось похитить Пшемысла. Тот, вероятно, сопротивлялся и был смертельно ранен. Понимая, что довезти короля живым до места назначения не удастся, а труп будет только мешаться в случае погони, злоумышленники бросили бездыханное тело у дороги, где его вскоре обнаружили охотившиеся рыцари. Убийцы не были пойманы, а потому их личности, а равно личности заказчиков преступления остаются предметом спора историков. Наиболее вероятной представляется версия, что инициатором убийства был Оттон Бранденбургский; ему помогали представители польских дворянских семей Наленч и Заремба, имевшие личные претензии к королю.
Пшемысл не имел наследников мужского пола. Великопольская ветвь Пястов на нем пресеклась, а его владения стали предметом раздора между силезской и мазовецко-куявской ветвями Пястов, а также бранденбурсгкими маркграфами.

## Семья и дети
В 1273 году Пшемысл II женился на Лудгарде Мекленбургской (ум. в 1283), дочери Генриха I Пилигрима, князя Мекленбургского. Детей в этом браке не было.
Второй женой Пшемысла II стала Рыкса Шведская (ум. между 1289 и 1293), дочь короля Швеции Вальдемара I. Брак был заключен в 1285 году. От этого брака была одна дочь:
- Рыкса (Эльжбета) (1286—1335), жена чешских королей Вацлава II и Рудольфа I.

В 1293 Пшемысл II вступил в третий брак с Маргаритой Бранденбургской (ок.1270—1315), дочерью Альбрехта III, маркграфа Бранденбургского. Брак был бездетным.

## Память на монетах

Юбилейные 100 злотых времён ПНР серии «Польские короли»